# Пазенко Станіслав Федорович
Станіслав Федорович Пазенко  (нар. 25 березня 1942, село Довгинцеве (тепер у складі Довгинцівського району міста Кривий Ріг), Дніпропетровська область, УРСР, СРСР) — радянський і український актор театру і кіно, Заслужений діяч мистецтв України, член Національної спілки кінематографістів України. Кавалер Ордена «За заслуги» III ступеня (2012). 
  
Брат Народного артиста України Анатолія Пазенка, та батько російського актора Єгора Пазенка.

## Життєпис
Закінчив Запорізький алюмінієвий технікум (1961) та Державний інститут театрального мистецтва ім. А. Луначарського (зараз Російський інститут театрального мистецтва) (1966) в Москві; курс Народного артиста СРСР Миколи Пажитнова.
Працював в Рязанському державному театрі драми, в Казанському великому драматичному театрі імені Василя Качалова, в Симферопольскому театрі російської драми імені Максима Горького.
В Театрі драми і комедії на лівому березі Дніпра працював з 1979 по 1986 роки: спочатку як актор, а пізніше як актор, директор-розпорядник і директор театру.
У 1986-2005 роки працював на різних керівних посадах в галузі культури і мистецтва, на дипломатичній посаді в МЗС України.
На сцену Театру драми і комедії на лівому березі Дніпра повернувся в 2005 році, остаточно пішов з театру у 2013 році.
В його творчому доробку участь у створенні телефільмів «Лючія ді Ламермур» (1980), «Україна в огні».

## Ролі в театрі
Київський академічний театр драми і комедії на лівому березі Дніпра
- Челак — «Найвища точка — кохання» Р. Феденьова (1979)
- Новицький — «Тривога» А. Петрашкевича (1979)
- Авдей Можаренков — «Молва» Афанасія Салинського (1981)
- Ганя Іволгін — «Настасія Пилипівна» Федора Достоєвського (1982)
- Секретар обкому — «Правда пам'яті» А. Абдулліна (1982)
- Пальчун — «Чотири жінки біля ставу» Ю. Бездика (1984)
- Вожак — «Оптимістична трагедія» Всеволода Вишневського (1986)
- Крутицький — «Я вам потрібен, панове!» за п'єсою Олександра Островського «На кожного мудреця доволі глупоти» (2005)
- Стариков — «Одруження» Миколи Гоголя (2005)
- Олександр Володимирович Серебряков — «26 кімнат» Антона Чехова (2006)
- Нікулін — «Голубчики мої…!» Федора Достоєвського, Олександра Володіна (2006)
- Лорд Гестінгс і Лорд-мер — «Річард ІІІ» Вільяма Шекспіра (2008)
- Ревкін – «Граємо Чонкіна» за романом Володимира Войновича «Життя і незвичайні пригоди солдата Івана Чонкіна» (2009)